# Антонинијева куга
Антонинијева куга, позната и као Галенова куга, била је епидемија заразне болести која је погодила Римско царство у периоду од 165. до 180. године. Историчари медицине сматрају да је епидемија изазвана великим, или малим богињама. Болест су Римско царство пренели војници који су се борили у рату против Партијског царства. Позната је по дугом трајању и тешким поседицама. Од ове пошасти страдали су двојица царева Луције Вер и Марко Аурелије, из династије Антонина, по којима је ова епидемија и добила име. Епидемија је поново избила након девет година, и тада је, римски конзул и историчару Касију Дион Кокејану (грч. Δίων ὁ Κάσσιος; око 155 - око 235) свом делу Римска историја (Ρομαικε ιστοριa), навео да је у Римском царству, дневно умирало и до 2.000 болесника само у Риму (четвртина оболелих). Укупан број преминулих процењена је на 5.000.000 људи.Болест је усмртила једну трећину становништва у неким областима, и десетковала римску војску.
Бројни извори, слажу се да је епидемија први пут појавила током опсаде Селеукије (grč. Σελεύκεια), старовековног града у Месопотамији на реци Тигар, од стране Римљана, у зиму 165-166. године. Амијан Маркелин, римски официр хеленског порекла и историчар, у његовој Историја (Res Gestae или у дословном преводу „Историјски подвизи“ ), написаној на латинском језику, наводи да је куга захватила становништво на простору до Галије и легије стациониране дуж Рајна. Еутропије међутим тврди да је од ове епидемије преминуло многи људи широм царства.

## Порекло назива
Савремени историчари ову епиндемију изазвану највероватније великим или малим богињама, назвали су по Луцију Веру и Марку Аурелију, двојици царева из династије Антонинина, који је владали у периоду масовне епидемије, епонимом — Антонинијева куга. И сами цареви Луције Вер и Марко Аурелије били су међу жртвама епидемије.
Како је епидемију у својим списима детаљно описао њен савременик антички лекар Гален, па је по њему ова болест добила епоним - Галенова куга.

## Историја
Болест је у својим списима детаљно описао антички лекар Гален, па по њему је ова болест добила епоним - Галенова куга.
Према мишљењу историчара болест је опустошила велике делове Римског царства и изазвала далекосежне демографске, а преко њих политичке и војне последице (нагло смањење броја регрута за војску) што је касније приморало Римске цареве да за одбрану граница користе војнике из варварских племена. Многи хроничари сматрају да је ова епидемија била један од важних покретача убрзанијег пад Римског царства.

## Епидемиологија
Чувени Гален, који је у време избијања епидемије живео у својој кући Малој Азији, 168. године позван је од стране два Аугустина да дође у Рим и помогне око санирања епидемије.
Према запажањима Галена, која је он изнео у својим кратким списима Methodus Medendi, епидемију куге описује као велику и дугоротрајну болест, праћену температуром, проливом, упалом ждрела, осипом по кожи, са понекад сувим а понекад гнојним пустулама, које су се јављале девети дан болести. Информације које је дао Галена нису јасно дефинисала природу болести.
Током старог века познато је више великих епидемија, али занимљиво је приметити да извори наводе све епидемије као епидемије куге, иако су антички лекари познавали различите болести попут дифтерије, маларије или дизентерије. Међутим када се тадашњи описи епидемије упореди са данашњим медицинским знањима лако се може утврдити да епидемија није имала везе са кугом.
Историчар Вилијам Мекнил сматра, да су Антонинијева куга, као и каснија Кипријанова куга (251-270) заправо две различите болести, једна изазвана великим богиња а друга малим богињама, иако не нужно тим редом. Он то доказује чињеницом да Европа не би претрпела озбиљне последице од ове две епидемије да су се оне јављале истовремено, јер би иначе становништво већ у првој епидемији стекло солидан имунитет за преживљавање.
Други историчари међутим верују да су у оба случаја биле велике богиње. Ова друга хипотеза највероватније је тачнија с обзиром да је процењен датума када је настала молекуларне еволуција малих богиња, после 500. године.

## Последице
Шокирани катастрофом, многи људи веровали су у заштиту магије, а лекара није било довољно да јој се супротставе. Ако се узму у обзир и чињеница да је Аурелијеву власт карактерисало; неколико лоших жетви, повећање пореза и стално ратно стање, у таквим условима епидемија је имала драстичне социјалне и политичке последице широм Римског царства.
Неки од ефеката заразе, били су очигледни када је Царевина кренула на истока и напала Јерменију, римска одбрана на источним границама била је ограничена многим губицима војника због пандемије.
Према шпанском писцу петог века, Павлу Орозију, многи градови и села на италијанском полуострву и у покрајинама Европе изгубила су своје становнике. Када се епидемија преселила на север, достигла је обале Рајне, и тамо заразила германски народ и многа места изван граница царства.
Дуги низ година северним народима је требало да крену на југ у потрази за новим земљама, које ће подржати бројчани пад њиховог становништва. У време после ове епидемије они су са њиховом војском, коначно могли озбиљније да нападну десетковану болешћу, славну римску армију. Од 167. године до своје смрти, цар Марко Аурелије лично је командовао легијама у близини Дунава, и са делимичним успехом покушава да протера Немаце преко реке. Тако је нпр. главни напад на Маркомане био одложен до 169 због недостатка царских трупа.